# Wimbledon Championships 1908
Die 32. Auflage der Wimbledon Championships fand 1908 auf dem Gelände des All England Lawn Tennis and Croquet Club an der Worple Road statt.

## Herreneinzel

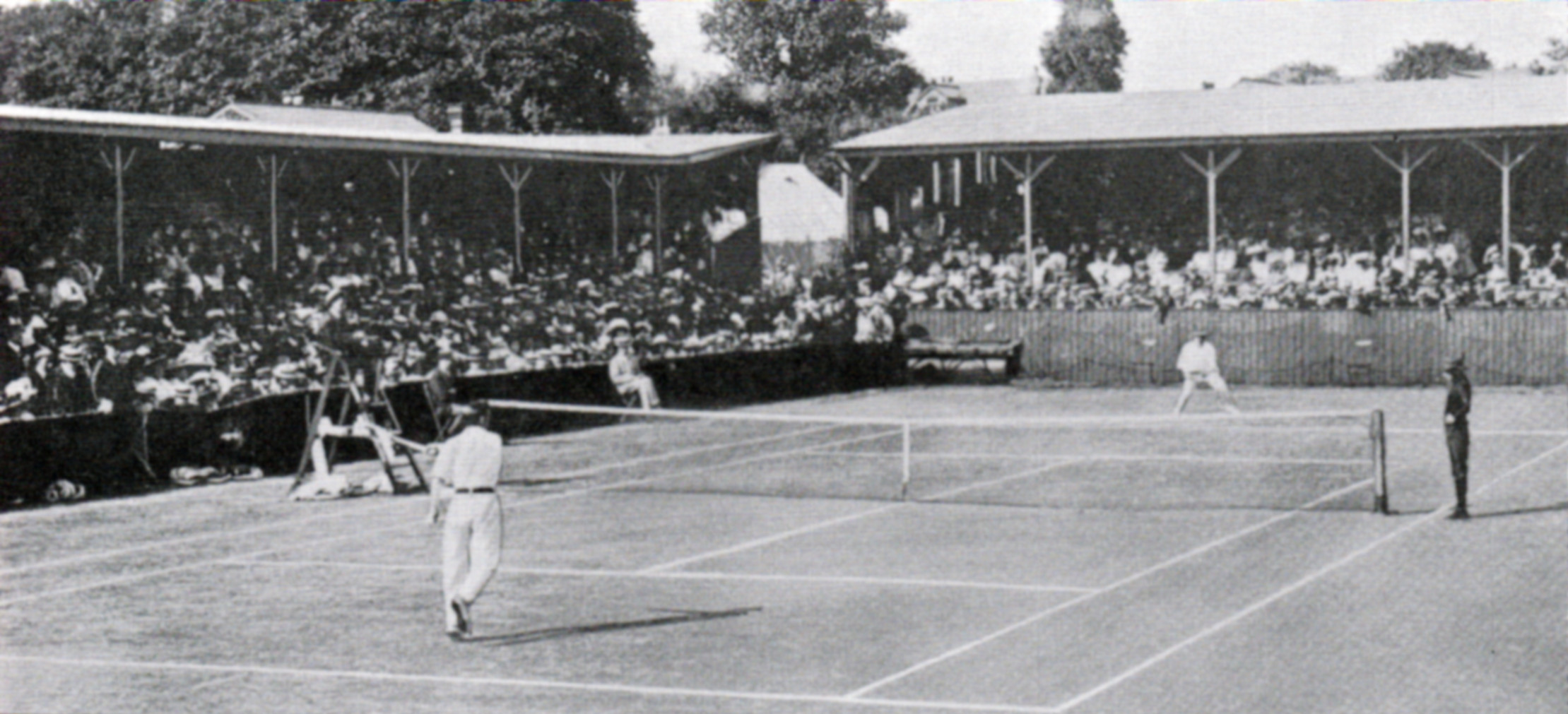
Finale der Herren, Gore gegen Herbert Roper Barrett

In Abwesenheit des Vorjahressiegers Norman Brookes errang Arthur Gore seinen zweiten Titel.

## Dameneinzel
Charlotte Cooper-Sterry gewann im Alter von 37 Jahren und 282 Tagen ihren fünften Titel. Damit ist sie die älteste Spielerin, die das Turnier von Wimbledon gewinnen konnte.

## Herrendoppel
Anthony Wilding und Josiah Ritchie siegten im Finale gegen Arthur Gore und Herbert Roper Barrett mit 6:1, 6:2, 1:6, 1:6 und 9:7.